# 小炒

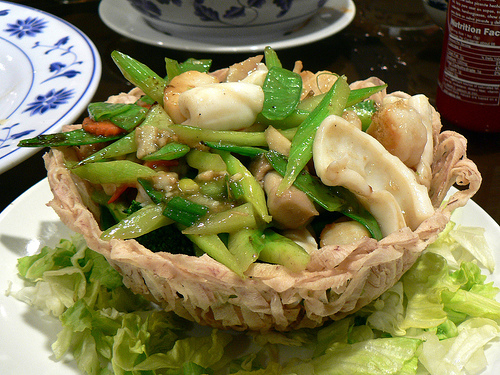
香港酒家的一種小炒，以鳥巢形的脆片載著炒海鮮及蔬菜

小炒是將蔬菜、肉絲等食材不停地在鍋內翻動的一種快速完成的烹調。一般均先熱油，熱油後爆香，最常用的爆香原料為蔥、薑絲或蒜頭再加入食材翻炒。小炒也可以是用这种烹饪方法做的食品的名稱。
在南洋地区（马来西亚，新加坡），这类菜也称煮炒。